# Плебејци
Плебејци (лат. plebeii) били су сви пуноправни грађани античког Рима који нису припадали повлашћеној друштвеној групи патриција, те се у изворима најчешће колективно означавају као плебс (лат. plebs).
Право порекло разлике између патриција и плебејаца и даље је непознато. Претпоставља се да сам назив потиче од речи плео, која се у класичном латинитету више није употребљавала осим у сложеницама (нпр. експлео, имплео), а која значи „пунити“. Према овој етимологији, која ипак није сасвим поуздана нити општеприхваћена, реч плебс би се дословно могла превести као „мноштво“. У српском језику, ова реч спада у оне код којих долази до одступања од једначења сугласника по звучности.
Не постоје докази о било каквим етничким узроцима ове поделе на две друштвене групе, нити има доказа да је та подела постојала током периода Римског краљевства. Према аналистичкој историографској традицији, у време владавине Ромула, Нуме Помпилија и Тула Хостилија целокупно становништво града Рима називано је патрицијама, јер су они били једини становници града. Тек за време владавине Анка Марција плебејци су дошли у Рим из других латинских градова с којима је Рим био успоставио дипломатске или чак савезничке односе.
У време оснивања републике плебејци су били искључени из свих свештеничких група и државних положаја (магистратура), а Закони дванаест таблица чак су забрањивали брак између патриција и плебејаца. Ова је забрана, наводно, укинута тек Канулејевим законом 445. године п. н. е.. У исто време, међутим, плебејци су били распоређени по трибама, служили су у војсци и могли су постати војни трибуни. 
Током прва два века римске републике трајала је борба патриција и плебејаца, која се коначно завршила 287. године п. н. е. потпуним формалним изједначавањем права обе друштвене групе. Та је једнакост постигнута оснивањем плебејских скупштина, установљењем положаја народних трибуна, који су на неки начин били политичке вође плебејаца, увођењем положаја плебејских едила, те посезањем за сецесијом као најјачим оружјем плебејаца, која је подразумевала масовно исељавање плебејаца из града, што је проузроковало драстично смањење одбрамбене моћи Рима. Према аналистичкој традицији, до сецесије плебејаца дошло је укупно три пута, али се данас сматра да је историјски кредибилна само последња сецесија, до које је дошло 287. године п. н. е.
Током средње републике плебејци су постепено инкорпорисани у сенаторску елиту. До 1. века п. н. е. многи од најугледнијих припадника сенаторског сталежа били су плебејскога порекла. Пошто је патрицијски статус био наследног карактера, временом су патрицијске породице изумирале, а њихови остаци су заједно с имућним слојем плебејаца формирали нову владајућу елиту – тзв. нобилитет.
После борби сталежа у Риму, плебејци или плебс је назив за остале слободне грађане. Чак и код ове скупине традиција и везаност уз морал предака надјачавали су тежњу за променом друштвеног и социјалног положаја. Како им је недостајало политичког искуства и зрелости, препуштали су политичко водство члановима старих родова. Следили су оног племића који је обећавао да ће штитити интересе малих људи. Након пунских ратова заоштриле су се друштвене супротности; масе сељака који су остали без поседа доселиле су у Рим.
У главном је граду настао пролетаријат. То је изазвало социјалне, економске и политичке проблеме које република није била у стању решити. Бесплатна подела жита за стотине хиљада незапослених и повремених радника, мјера уведена концем републике, јесте симптом незавидног економског положаја осиромашених маса у велеграду. И у царско доба процјењује се број прималаца жита на 200.000 до 250.000 особа, али владари су великим грађевинским пројектима плебсу осигуравали рад и зараду.